# Jan Ciekliński
Jan Ciekliński herbu Awdaniec – podstarości i sędzia grodzki nowokorczyński w 1622 roku i w latach 1627–1628, komornik graniczny chęciński w 1612 roku, komornik graniczny sandomierski w 1608 roku.